# Casa de los Gatos
A Casa de los Gatos (Macskaház) egy miniatűr építmény, Alfonso Yuste Navarro spanyol képzőművész alkotása Valenciában.
A Macskaház a Carrer del Museu 9. alatt található. A miniatűr valenciai házat idéző alkotás a múzeum falnak támaszkodik, kapuja éppen akkora, hogy a macskák átférjenek rajta. Az emeletes ház cseréptetős, erkélyes, falán csempekép és ivókút látható, mellette kicsi kert. A művet 2003-ban készítette Navarro. A csempeképhez tartozó apró felirat szerint a ház annak a négy macskának állít emléket, amely 1094-ben életben maradt a Barrio del Carmen negyedben. A négy macska legendája szerint a Valenciát uraló Rodrigo Díaz de Vivar hadvezér, a híres El Cid úgy hitte, hogy a macskák szerencsétlenséget hoznak, ezért 1094-ben elrendelte az állítok legyilkolását. A pusztítást csak négy macska élte túl. 